# Pero otra
Pero otra là một loài bướm đêm trong họ Geometridae.